# Lycodes ocellatus
Lycodes ocellatus es una especie de pez de la familia de los Zoarcidae en el orden de los perciformes.

## Hábitat
Es un pez de mar y de aguas profundas que vive hasta los 600 m de profundidad.

## Distribución geográfica
Se encuentra al noreste del Japón. 

## Observaciones
Es inofensivo para los humanos. 